# Pseudochelidonium unonotaticolle
Pseudochelidonium unonotaticolle là một loài bọ cánh cứng trong họ Cerambycidae.